# 실롱스크 브로츠와프

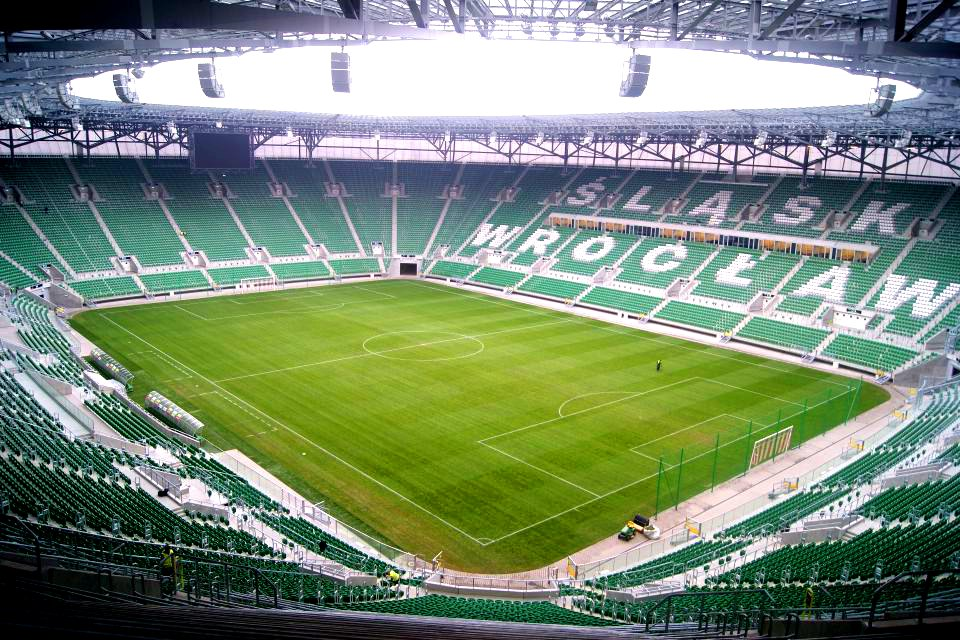
브로츠와프 시립경기장

실롱스크 브로츠와프(폴란드어: Śląsk Wrocław,  ɕlɔ̃zɡ ˈvrɔt͡swaf[*])는 폴란드의 축구 클럽으로, 브로츠와프를 연고지로 한다. 현재 엑스트라클라사에 참가하고 있다. 실롱스크(Śląsk)는 현재 브로츠와츠가 위치한 역사적 지역인 실레시아의 폴란드식 이름이다.
실롱스크 브로츠와프는 1946년에 폴란드 육군의 공병 장교 학교가 프셰미실에서 브로츠와프로 이전하면서 3월 18일에 학교내에 축구, 복싱, 하키, 조정팀으로 이루어진 클루프 스포르토비 피오니에르(Klub Sportowy Pionier)라는 종합 스포츠 클럽의 한 부분으로 설립되었다. 1947년에는 크라쿠프에서 이전해 온 제1보병학교의 클루프 스포르토비 포트호롱자크(Klub Sportowy Podchorążak)와 합병하였고, 1957년에 현재의 이름으로 변경하였다.

## 성적

### 폴란드 국내 대회
- 엑스트라클라사: 우승 2회 (1976/77, 2011/12)
- 폴란드 컵: 우승 2회 (1975/76, 1986/87)
- 폴란드 슈퍼컵: 우승 2회 (1987, 2012)

## 홈 구장

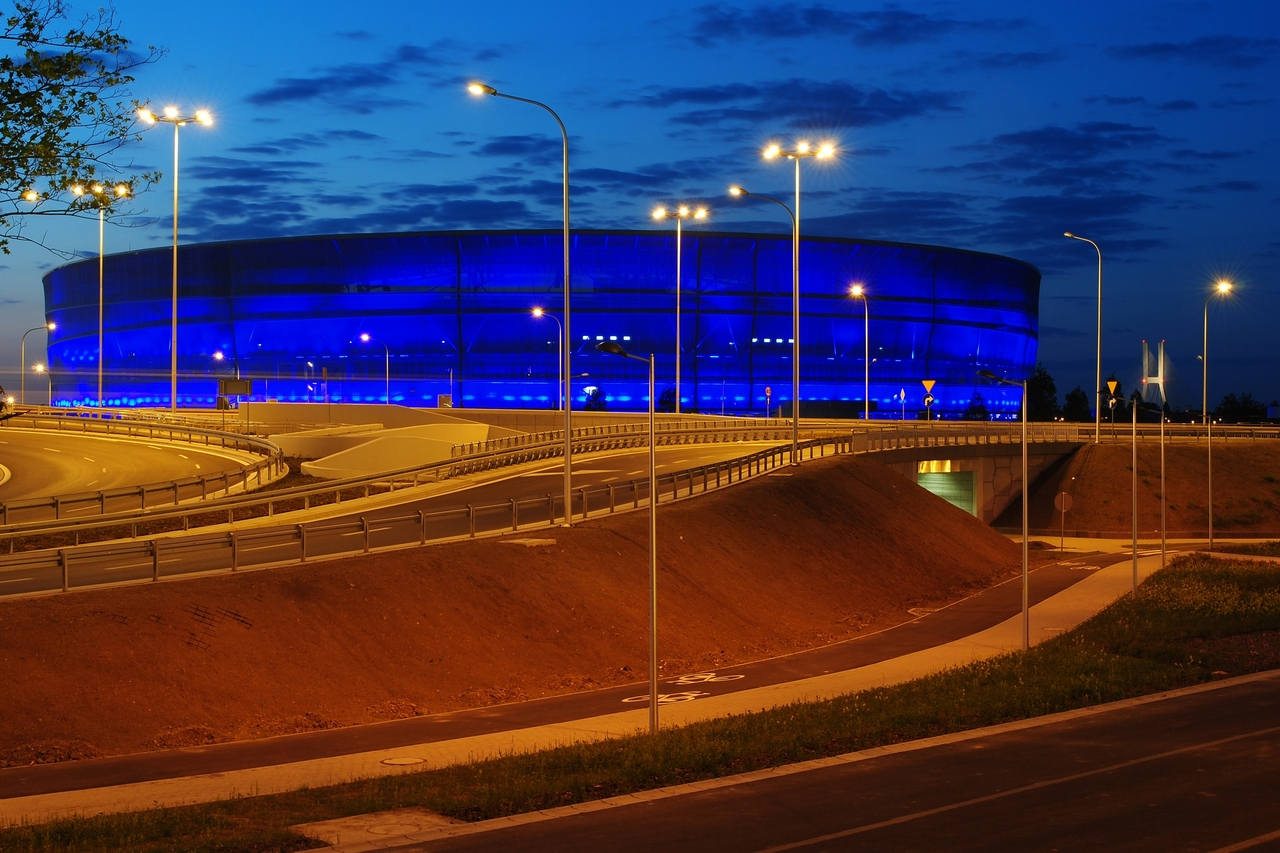
브로츠와프 시립경기장

## 선수단

### 현재 소속 선수
2025년 2월 24일 기준
- 현재 소속 선수

참고: FIFA 자격 규정에 따라 소속된 국가대표팀 국기를 표시합니다. 선수는 복수의 FIFA 비회원국 국적을 가지고 있을 수 있습니다.
| 번호 | 포지션 | 국적     | 이름              |
| ---- | ------ | -------- | ----------------- |
| 17   | MF     | 체코     | 페트르 슈바르츠   |
| 22   | MF     |          | 마테츠 주코브스키 |
| 25   | FW     |          | 헨리크 우달       |
| 26   | MF     | 튀르키예 | 부라크 인스       |

| 번호 | 포지션 | 국적 | 이름 |
| ---- | ------ | ---- | ---- |

## 역대 감독
| 감독          | 임기 |
| ------------- | ---- |
| 루보시 쿠비크 | 2006 |